# Самигуллин, Ильсур Гумерович
Ильсур Гумерович Самигуллин (род. 6 февраля 1991, Нижнекамск, Татарская ССР) — российский футболист, полузащитник.

## Клубная карьера
Воспитанник нижнекамского «Нефтехимика», где его тренерами были А. С. Цалко и И. Н. Болотин. В 2007 году перешёл в стан казанского «Рубина», где спустя год начал играть за дублирующий состав. Дебют в основном составе «Рубина» состоялся 15 июля 2009 года в матче 1/16 финала Кубка России против тверской «Волги» (3:4). Вместе с командой становился победителем Кубка чемпионов Содружества.
В марте 2011 года Владимир Ежуров, ранее руководивший молодёжной командой «Рубина», встал у руля «Нефтехимика», после чего пригласил в стан нижнекамской команды группу футболистов из дубля «Рубина», куда вошёл и Самигуллин. За «Нефтехимик» Ильсур Самигуллин выступал на правах аренды в сезонах 2011/12 и 2013/14.
Летом 2015 года перешёл на правах полугодичной аренды в казахстанский «Жетысу». В чемпионате Казахстана дебютировал 12 июля 2015 года в игре против «Ордабасы» (3:0). В марте 2016 года футболист был вновь заявлен за «Нефтехимик». Его единственный гол в ворота ижевского «Зенита» (1:0) принёс победу, которая позволила клубу досрочно стать победителем первенства ПФЛ в зоне «Урал-Поволжье» и выйти в ФНЛ.
В августе 2016 года подписал контракт с клубом «Сызрань-2003», где играл в течение года, пока не расторг соглашение с руководством команды «по обоюдному согласию сторон». 4 сентября 2017 года стал игроком «Зенита-Ижевск».
Зимой 2019 года прибыл на просмотр в «Евпаторию» с которой в итоге заключил трудовое соглашение. Летом 2019 года заключил контракт с «Худжандом», в составе которого стал серебряным призёром чемпионата Таджикистана. В феврале 2020 года вернулся в стан «Евпатории».
В сезоне 2020/21 играл в чемпионате Казани по мини-футболу за «Комус». Обладатель Кубка Татарстана 2021 года в составе высокогорского «Эвереста».

## Карьера в сборной
В 2009 году провёл четыре игры за юношескую сборную России до 19 лет.

## Достижения
«Нефтехимик»
- Победитель первенства ПФЛ: 2015/16